# 夏阁镇
夏阁镇，是中华人民共和国安徽省合肥市巢湖市下辖的一个乡镇级行政单位。

## 行政区划
夏阁镇下辖以下地区：
五星社区、夏阁社区、大焦村、大庙村、竹柯村、柳南村、国胜村、元通村、尉桥村、龙泉村、张华村、苏垅村、里岗村、八字口村、沿河村和独山村。

## 名人
- 冯玉祥（1882年11月6日－1948年9月1日），著名的民国军阀，其原籍为夏阁镇。